# Перестромы
Перестромы — село в Козельском районе Калужской области. Входит в состав Сельского поселения «Деревня Плюсково».
Расположено примерно в 5 км к северо-западу от деревни Плюсково.

## Население
| 1859 | 2002 | 2010 |
| ---- | ---- | ---- |
| 163  | ↘9   | ↘8   |